# اچ‌ام‌اس اوپوسوم (اس۱۹)
اچ‌ام‌اس اوپوسوم (اس۱۹) (به انگلیسی: HMS Opossum (S19)) یک زیردریایی بود که طول آن ۲۹۵ فوت ۳ اینچ (۸۹٫۹۹ متر) بود. این زیردریایی در سال ۱۹۶۳ ساخته شد.